# Stictocardia
Stictocardia – rodzaj roślin z rodziny powojowatych (Convolvulaceae). Obejmuje 12 gatunków. Występują one w strefie międzyzwrotnikowej Afryki, Azji i Australii, a Stictocardia tiliifolia rośnie jako gatunek introdukowany także w Ameryce Środkowej i na Florydzie. Niektóre gatunki, zwłaszcza Stictocardia beraviensis o karmazynowych kwiatach, uprawiane są jako rośliny ozdobne.

## Morfologia
PokrójLiany i pnącza zielne.
LiściePojedyncze, ogonkowe, blaszki jajowate do zaokrąglonych, zwykle z sercowatą nasadą i całobrzegie; od spodu punktowane, z gruczołkami.
KwiatyWyrastają z kątów liści pojedynczo lub zebrane w większej liczbie w wierzchotkowe kwiatostany. Działki kielicha jajowate, podługowate lub zaokrąglone, równe lub lekko nierówne, silnie powiększające się w czasie owocowania i wówczas skórzaste. Korona lejkowata. Pręciki i słupek schowane w rurce korony. Miodnik w postaci pierścienia. Zalążnia naga, czterokomorowa, w każdej komorze z pojedynczym zalążkiem, szyjka pojedyncza zakończona jest podwójnym, kulistym znamieniem.
OwocePękające nieregularnie, zamknięte w powiększonym kielichu, zawierają od 1 do 4 nasion o owłosionej łupinie.

## Systematyka
Pozycja systematyczna
Rodzaj z plemienia Ipomoeeae z podrodziny Convolvuloideae w obrębie rodziny powojowatych (Convolvulaceae). 
Wykaz gatunków
- Stictocardia beraviensis (Vatke) Hallier f.
- Stictocardia cordatosepala Ooststr.
- Stictocardia discolor Ooststr.
- Stictocardia incomta (Hallier f.) Hallier f.
- Stictocardia laxiflora (Baker) Hallier f.
- Stictocardia lutambensis (Schulze-Menz) Verdc.
- Stictocardia macalusoi (Mattei) Verdc.
- Stictocardia mojangensis (Vatke) D.F.Austin & Eich
- Stictocardia neglecta Ooststr.
- Stictocardia queenslandica (Domin) R.W.Johnson
- Stictocardia sivarajanii Biju, Pushp. & P.Mathew
- Stictocardia tiliifolia (Desr.) Hallier f.